# Ubóstwo energetyczne
Ubóstwo energetyczne (ang. energy poverty) – ubóstwo względne, w którym gospodarstwo domowe nie może sobie pozwolić na energię lub usługi energetyczne, w celu zapewnienia sobie podstawowych, codziennych potrzeb: ogrzewanie/chłodzenie, gotowanie, oświetlenie itp.
W Wielkiej Brytanii ubóstwo energetyczne jest zdefiniowane wokół kosztów ogrzewania i powstaje, gdy obywatel wydaje więcej niż 10% swojego dochodu na wszystkie wykorzystywane paliwa do ogrzania domu do odpowiedniej temperatury. W kraju tym ustawowo od 2001 r. odpowiedni poziom ciepła jest określony jako 21 °C w pokoju rodzinnym/dziennym i 18 °C w innych zajmowanych pomieszczeniach. Według definicji ubóstwo energetyczne jest spowodowane przez trzy kluczowe czynniki: wysoki koszt energii, niską efektywność energetyczną domu i relatywnie niski dochód gospodarstwa domowego. Ze względu na liberalizację rynku energii elektrycznej w Wielkiej Brytanii w połowie lat 90. i dominację sektora przez międzynarodowe koncerny, które maksymalizują zyski, rachunki obywateli drastycznie wzrosły. W połowie 2013 r. lider opozycji Ed Miliband obiecał, że zamrozi rachunki za prąd, kiedy dojdzie do władzy. W nocy 5 listopada 2013 r. wzburzeni mieszkańcy Londynu protestowali na moście Westminster przeciwko rosnącym kosztom energii, paląc w ognisku rachunki za gaz i energię elektryczną.
Nie należy mylić ubóstwa energetycznego z brakiem dostępu do energii – zjawiskiem szczególnie powszechnym w krajach rozwijających się. Według Międzynarodowej Agencji Energii (IEA) prawie 1,6 miliarda ludzi nadal nie ma dostępu do energii elektrycznej. W związku z tym ONZ ogłosił rok 2012 Międzynarodowym Rokiem Zrównoważonej Energii dla Wszystkich, w którym duży nacisk kładziono na zmniejszenie ubóstwa energetycznego.
Ubóstwo energetyczne może dotyczyć części mieszkańców Unii Europejskiej. Według danych za rok 2016, 8,7% gospodarstw domowych nie było w stanie pokrywać kosztów ogrzewania swoich domów (w Polsce – 7,1%). Z danych GUS z 2008 roku wynika, że ponad 40% gospodarstw domowych w Polsce przeznaczało wtedy na ogrzewanie więcej niż 10% swoich dochodów.
Organizacje społeczne w Polsce wskazują na możliwość rozwiązywania problemu ubóstwa energetycznego dzięki podnoszeniu efektywności energetycznej, np. wymianie oświetlenia na LED, termomodernizacji budynków czy rozwojowi taniejących  odnawialnych źródeł energii.